# Ceanothus sanguineus
Espèce
Classification phylogénétique
La céanothe sanguine, appelée aussi thé d'Oregon, est une espèce de plantes à fleurs de la famille des Rhamnaceae (comme la bourdaine et le nerprun). C'est un arbuste originaire du nord-ouest de l'Amérique du Nord (de la Colombie-Britannique jusqu'au Montana). Cette essence est pyrophile : elle a besoin de l'action du feu pour que ses graines germent.

## Liens externes

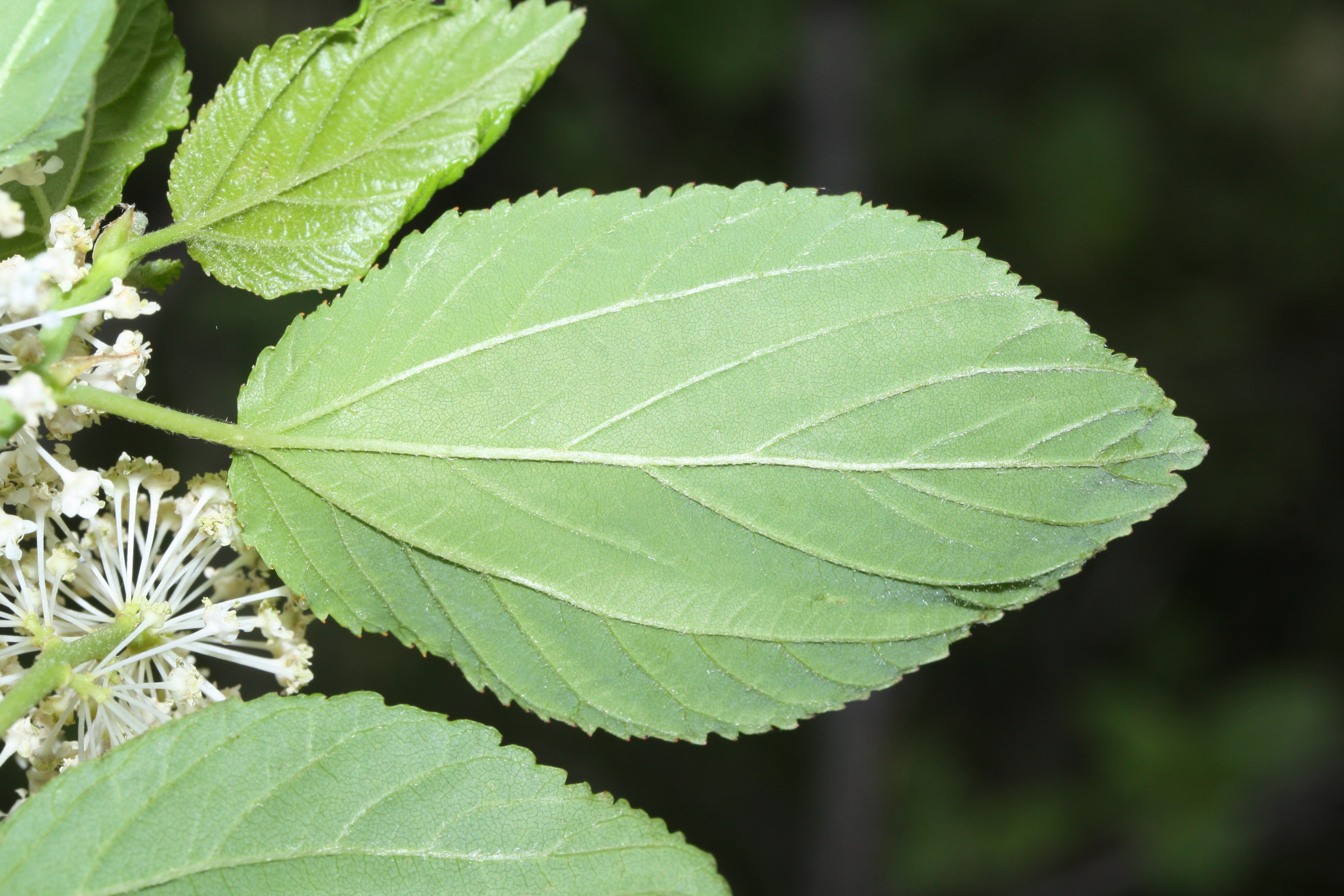
détail des feuilles.